# بهلول‌آباد (پلدشت)
بهلول‌آباد، روستایی از توابع بخش پلدشت شهرستان ماکو در استان آذربایجان غربی در ایران است.

## جمعیت
روستای بهلول آباد در دهستان زنگبار قرار داشته و بر اساس سرشماری سال ۱۳۹۵جمعیت آن حدود ۱۵۰۰نفر (۵۰۰خانوار) و به همین دلیل جز روستاهای پرجمعیت منطقه محسوب می‌شود.
| عرض جغرافیایی | ۳۹°13'48.35"N |
| طول جغرافیایی | ۴۴°59'45.22"E |

بوده‌است.